# PAFAH1B2
PAFAH1B2 (англ. Platelet activating factor acetylhydrolase 1b catalytic subunit 2) – білок, який кодується однойменним геном, розташованим у людей на короткому плечі 11-ї хромосоми. Довжина поліпептидного ланцюга білка становить 229 амінокислот, а молекулярна маса — 25 569.
| 10         |  | 20         |  | 30         |  | 40         |  | 50         |
| ---------- |  | ---------- |  | ---------- |  | ---------- |  | ---------- |
| MSQGDSNPAA |  | IPHAAEDIQG |  | DDRWMSQHNR |  | FVLDCKDKEP |  | DVLFVGDSMV |
| QLMQQYEIWR |  | ELFSPLHALN |  | FGIGGDTTRH |  | VLWRLKNGEL |  | ENIKPKVIVV |
| WVGTNNHENT |  | AEEVAGGIEA |  | IVQLINTRQP |  | QAKIIVLGLL |  | PRGEKPNPLR |
| QKNAKVNQLL |  | KVSLPKLANV |  | QLLDTDGGFV |  | HSDGAISCHD |  | MFDFLHLTGG |
| GYAKICKPLH |  | ELIMQLLEET |  | PEEKQTTIA  |  |            |  |            |

A: Аланін

C: Цистеїн

D: Аспарагінова кислота

E: Глутамінова кислота

F: Фенілаланін

G: Гліцин

H: Гістидин

I: Ізолейцин

K: Лізин

L: Лейцин

M: Метіонін

N: Аспарагін

P: Пролін

Q: Глутамін

R: Аргінін

S: Серин

T: Треонін

V: Валін

W: Триптофан

Кодований геном білок за функціями належить до гідролаз, фосфопротеїнів. 
Задіяний у таких біологічних процесах, як метаболізм ліпідів, деградація ліпідів, ацетилювання, альтернативний сплайсинг. 
Локалізований у цитоплазмі.